# IPhone 14 Pro
O iPhone 14 Pro e o iPhone 14 Pro Max são smartphones projetados e comercializados pela Apple Inc. Eles são os iPhones emblemáticos da décima sexta geração, sucedendo o iPhone 13 Pro e o iPhone 13 Pro Max, e antecedendo o iPhone 15 Pro e o iPhone 15 Pro Max. Os dispositivos foram apresentados ao lado do iPhone 14 e iPhone 14 Plus no Apple Event no Apple Park em Cupertino, Califórnia, em 7 de setembro de 2022 e foram disponibilizados para venda em 16 de setembro de 2022. As pré-encomendas para o iPhone 14 Pro e 14 Pro Max começaram em 9 de setembro de 2022.
O iPhone 14 Pro e o iPhone 14 Pro Max são os primeiros iPhones a ter um novo tipo de display recortado chamado "Dynamic Island", substituindo o notch. Os modelos iPhone 14 Pro e iPhone 14 Pro Max (assim como o iPhone 14 e iPhone 14 Plus) vendidos nos Estados Unidos abandonam o suporte para cartões SIM físicos, tornando-os os primeiros modelos de iPhone desde a variante CDMA do iPhone 4 a não vir com um leitor de cartão SIM discreto.

## Projeto

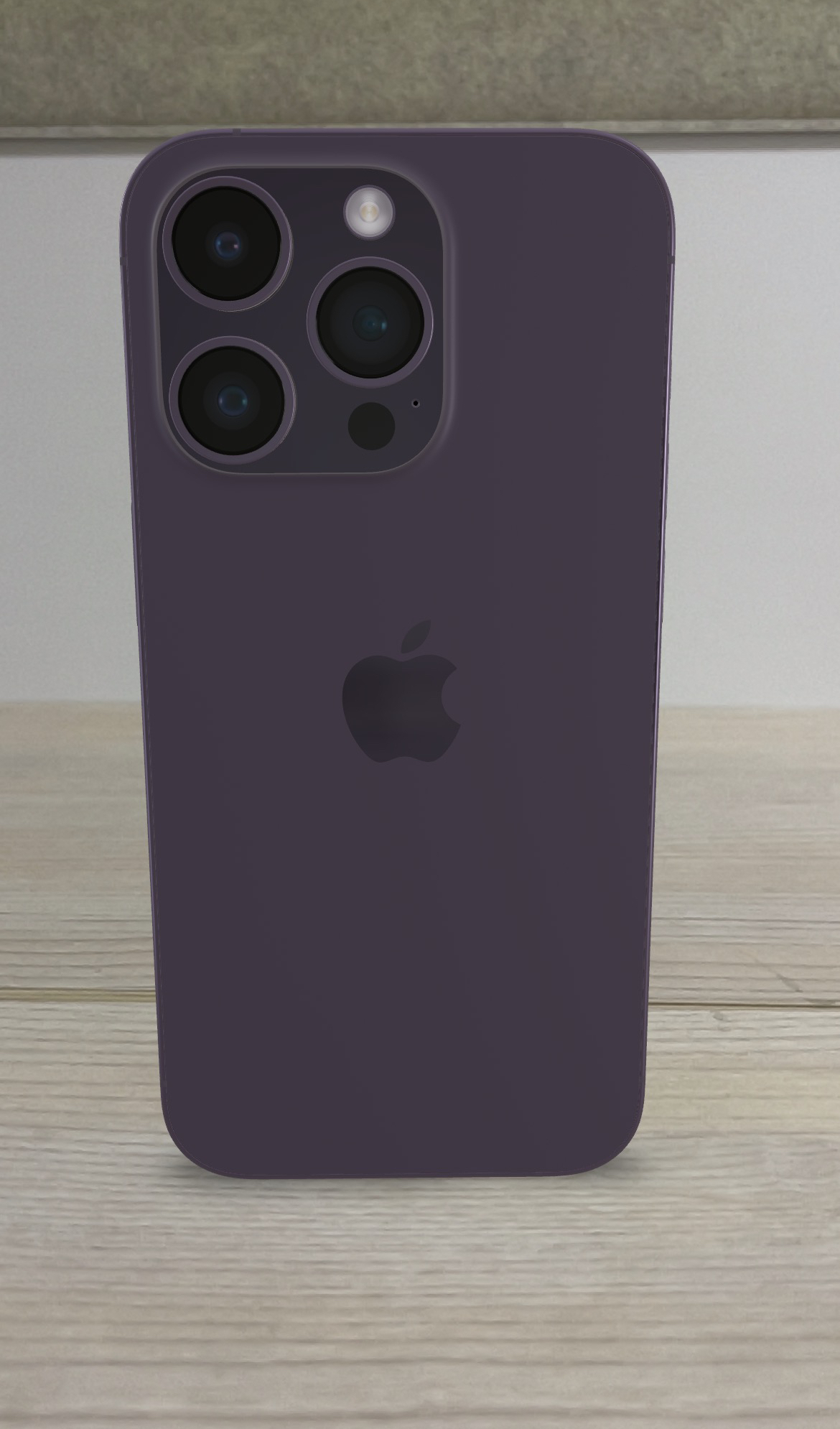
Parte traseira do iPhone 14 Pro

O iPhone 14 Pro e 14 Pro Max estão disponíveis em quatro cores: Prata, preto-espacial, dourado e roxo-profundo.
| Cor | Nome           |
| --- | -------------- |
|     | Prata          |
|     | Preto-espacial |
|     | Dourado        |
|     | Roxo-profundo  |

## Especificações

### Hardware

#### Chipset
O iPhone 14 Pro e Pro Max apresentam um novo sistema A16 Bionic em um chip (SoC), construído no processo de fabricação N4 da TSMC, substituindo o A15 Bionic visto na linha iPhone 13 e 13 Pro, o 3ª geração do iPhone SE e do iPhone 14 e 14 Plus.

#### Câmera
As lentes da câmera traseira dos dispositivos ficaram maiores quando comparado ao iPhone 13 Pro e Pro Max. O iPhone 14 Pro e o Pro Max apresentam um sensor de 48 megapixels, a maior atualização para o sensor principal da câmera em 7 anos. Isso permite um novo modo de telefoto de 2x, que permite zoom de 2x e vídeo de 4k sem zoom digital. A Apple agora usa um novo "Photonic Engine" para melhor qualidade de imagem e vídeo. A câmera frontal agora tem foco automático e várias pessoas podem ser reconhecidas em uma foto no modo retrato. O Modo de Ação também foi melhorado.

#### Tela
O iPhone 14 Pro e o Pro Max têm uma tela Super Retina XDR OLED que atinge o pico de 2000 nits. O display também tem taxa de atualização de 120 Hz, com tecnologia LTPO. O iPhone 14 Pro tem uma resolução de 2556×1179 pixels a 460 ppp, enquanto a variante Pro Max tem uma resolução de 2796×1290 pixels a 460 ppp. Eles têm um revestimento oleofóbico resistente a impressões digitais com suporte para exibição de vários idiomas e caracteres simultaneamente. Ambas as variantes também suportam o recurso "sempre em exibição". A taxa de atualização adaptável de 120 Hz pode ser reduzida para 1 Hz para economizar a vida útil da bateria enquanto estiver no modo “Sempre ligado”.

#### Bateria
O iPhone 14 Pro Max oferece 29 horas de reprodução de vídeo, enquanto a variante Pro oferece 24 horas de reprodução de vídeo.

### Software
Assim como o iPhone 14 e 14 Plus, o 14 Pro e o Pro Max serão enviados com o iOS 16.

#### Dynamic Island
A Dynamic Island (Ilha Dinâmica) é uma releitura do sensor "notch" encontrado nos modelos anteriores do iPhone, começando com o iPhone X, que no iPhone 14 Pro é movido para um recorte ligeiramente destacado da parte superior da tela. Ela foi projetada para fornecer informações úteis, como notificações de hardware e de nível de sistema, dados de reprodução de mídia e outras funcionalidades específicas do aplicativo. Esses ícones podem aparecer como uma expansão em ambos os lados dos sensores, com o fundo combinando com a cor preta do recorte da tela e parecendo expandi-lo perfeitamente. A Dynamic Island também pode se expandir ainda mais na tela mais ampla do iPhone 14. Por exemplo, as notificações de chamadas recebidas aparecem em um banner que se estende horizontalmente a partir dos sensores, enquanto os indicadores de Face ID caem verticalmente do recorte do sensor, em vez de aparecer no centro da tela como nos modelos anteriores.
A Dynamic Island também pode ser tocada para visualizar detalhes adicionais; por exemplo, atividades em andamento, como direções do Google Maps ou resultados esportivos, também podem ser expandidas tocando e segurando a área.